# Метаморфозы (Овидий)
«Метаморфо́зы» (лат. Metamorphoses, дословно — «превращения») — поэма древнеримского поэта Публия Овидия Назона в пятнадцати книгах, в которой повествуется о различных метаморфозах-превращениях: людей в животных, растения, созвездия, камни, и т. п.
В книгу входят сюжеты о превращениях из греческой и римской мифологии, фольклора и исторических легенд; они излагаются в «исторической» последовательности: от времен сотворения мира (которое само по себе рассматривается как метаморфоз) до времен Юлия Цезаря (сюжет о превращении его в звезду). Всего таких сюжетов насчитывают около 250.
Поэма была написана Овидием в Риме между 2 (год ссылки Юлии Старшей) и 8 (год ссылки самого Овидия) годами н. э., и является самым значительным из его сочинений.
Поэма имеет первостепенное значение как уникальный по своему охвату (наряду с «Мифологической библиотекой» Аполлодора) сборник античных мифов.
С латинского языка «Метаморфозы» переводились на русский язык неоднократно, в частности, переведены на русский в 1938 году С. В. Шервинским; этот перевод много раз переиздавался (последнее изд. — 2015).

## Содержание
Поэма состоит из пятнадцати книг: от «Liber Primus» до «Liber Quintus Decimus».
В круглых скобках приведены номера стихов.

### Книга I
Вступление (Invocatio 1-4); Хаос (5-20); возникновение мира (Mundi origo 21-88); Золотой век (89-112); серебряный век — переход власти от Сатурна к Юпитеру (113—124); медный и железный век (125—150); Гиганты (151—162); совет богов (163—208); Ликаон (209—243); всемирный потоп (260—316); Девкалион (сын Прометея) и Пирра (317—415); возникновение животных, Пифон (415—451); Дафна (452—567); Ио (568—667); Арг, Пан и Сиринга (668—723); Ио (724—747); Фаэтон (748—779).

### Книга II
Фаэтон (1-339); Гелиады (340—366); Кикн (367—380); Солнце (381—400); Каллисто (401—530); Коронида, дочери Кекропа (531—632); Окироннея (633—675); Батт (676—707); Аглавра (708—832); Европа (833—875).

### Книга III
Кадм (1-137); Актеон (138—252); Семела (253—315); Тиресий (№ 316—338); Эхо (339—401); Нарцисс (402—510); Пенфей (511—576); Вакх, тирренские пираты (557—700); гибель Пенфея (701—733).

### Книга IV
Дочери Миния (1-54); Пирам и Фисба (55-166); Марс и Венера (167—189); Левкотоя (190—255); Клития (256—270); Салмакида и Гермафродит (271—388); дочери Миния (389—415); Ино и Атамант (416—542); спутницы Ино (543—562); Кадм и Гармония (563—603); Персей и Атлант (604—662); Персей и Андромеда (663—752); свадьба Персея, Персей и женихи (753—803).

### Книга V
Персей и женихи (1-236); Персей и Прет (237—242); Персей и Полидект (243—250); Иппокрена (251—293); Пиериды (294—336); Тифей (337—359); Прозерпина (360—408); Кианея (409—437); стелион (438—461); Церера (462—532); Аскалаф (533—550); Сирены (551—563); Прозерпина (564—571); Аретуза (572—641); Триптолем (642—661); Пиериды (662—678).

### Книга VI
Арахна (1-145); Ниоба (146—312); ликийцы (313—381); Марсий (382—400); Пелоп (401—411); Прокна и Филомела (412—674); Орифия (675—721).

### Книга VII
Медея (1-296); Медея и Пелий (297—349); Медея в Аттике (350—424); Тезей (425—452); Минос, Эак (453—660); Кефал (661—866).

### Книга VIII
Скилла и Минос (1-151); Дедал (152—235); куропатка (236—259); Калидонская охота (260—444); Мелеагр (445—546) Ахелой, Эхинады (547—611); Филемон и Бавкида (612—725); Эрисихтон, Местра (726—884).

### Книга IX
Ахелой (1-97); Несс (98-133); Деянира, Геркулес на Эте (134—210); Лихас (211—238); апофеоз Геркулеса (239—272); Галантида (273—323); Дриопа (324—393); Иолай; судьбы героев (394—438); Библида (439—665); Ифис (666—797).

### Книга X
Орфей (1-105); Кипарис (106—142); песнь Орфея, Ганимед (143—161); Гиацинт (162—219); Керасты (220—242); Пигмалион (243—297); Мирра (298—502); Адонис (503—552); Аталанта (553—707); смерть Адониса (708—739).

### Книга XI
Гибель Орфея, фракийские вакханки (1-84); Мидас (85-193); Гесиона (194—220); Фетида (221—265); Пелей, Дедалион (266—345); Псамафа (346—409); Кеик и Алкиона (410—748); Эсак (749—795).

### Книга XII
Данайцы в Авлиде, прибытие под Трою (1-38); молва (39-63); Кикн (64-145); Кеней (146—209); кентавры и лапифы (210—468); гибель Кенея (469—535); Периклимен (536—579); гибель Ахилла, спор за оружье (580—628).

### Книга XIII
Спор за оружье, речь Аянта (1-122); речь Улисса (123—381); смерть Аянта (382—398); Гекуба (399—575); Мемнон (576—622); Эней, Аний (623—674); Короны (675—704); сицилийская Скилла (705—739); Акид и Галатея (740—897); Главк и Цирцея (898—968).

### Книга XIV
Скилла (1-74); керкопы (75-100); Сивилла (101—153); Ахеменид, Полифем (154—222); Цирцея (223—319); Пик (320—415); Канента (416—440); Эней в Лациуме, Диомед (441—511); Анул (512—526); корабли Энея (527—567); Ардея (568—580); Вертумн и Помона (581—697); Ифис и Анаксарета (697—771); Сабины, Тарпея, Таций (772—804); Квирин и Герсилия (805—851).

### Книга XV
Нума, Алемонид и Мискел (1-59); учение Пифагора (60-478); Эгерия, Ипполит-Вирбий (479—551); Тагей, Кип (552—621); Эскулап (622—744); Юлий Цезарь (745—870); заключение (871—879).

## Темы
Различные жанры и разделы в повествовании позволяют книге отображать широкий спектр тем. Карл Галинский (англ. Karl Galinsky) отмечал, что было бы ошибкой приписать это произведение к какому-то одному жанру. Стивен М. Уилер отмечает, что нет какой-то одной темы, явным образом объединяющей все рассказы в единое целое, и в разное время разные критики видели такую обобщающую тему то в метаморфозах, то в изменчивости, а также в любви, насилии, артистизме, власти.
Несмотря на разнообразие тем, разные истории легко и плавно следуют одна за другой, и мастерство Овидия-рассказчика создает ощущение движения.

### Метаморфоза
Многие эпизоды объединены темой метаморфозы или трансформации, в соответствии с названием книги.
Овидий подчеркивает значение этой темы в первых же строках своего произведения: «Inova fert animus mutatas dicere formas / corpora» — «Ныне хочу рассказать про тела, превращенные в формы / Новые»).
С темой метаморфоза часто сочетается тема насилия по отношению к беспомощно протестующей жертве, что придает этим историям особый драматизм; при этом свидетельство превращения может становиться частью природного ландшафта или повседневной жизни, а идиллическая пастораль, описываемая в начале истории, превращается Овидием в сцену, на которой разворачивается жестокое действие.
Метаморфоз сплавляет вместе обычно противопоставляемых друг другу охотника и жертву, как в истории с Актеоном, разрешает напряжение между искусством и природой.
В книге представлено огромное разнообразие типов трансформации. Из человека в неодушевленный объект, созвездие или животное, из животного или растения в человека, трансформации пола, трансформации цвета.
Сами метаморфозы часто бывают метатекстовыми, внутри поэмы посредством грамматических или повествовательных преобразований. В других случаях превращения превращаются в юмор или абсурд, или сама природа трансформации ставится под сомнение или подрывается. Это — лишь один из аспектов широкого использования Овидием иллюзии и маскировки.

### Любовь
Также, как и в других своих произведениях, Овидий уделяет в «Метаморфозах» большое внимание теме любви. Характер любовных сюжетов отличается большим разнообразием: от высокой трагедии до преступной любви. Многие эпизоды повествуют о любви богов к смертным женщинам, что становится причиной страданий и трагических превращений.
Впервые в литературе Овидий описывает любовь-взаимопонимание, которая к тому же, в противовес трагической любви, может быть и долгой и счастливой (сюжеты о Кеике и Алькионе, Кефале и Прокриде, Филемоне и Бавкиде).

## Художественные особенности
В отличие от других поэм Овидия, которые были написаны элегическим дистихом, поэма «Метаморфозы» написана гекзаметром.
Овидий не просто создает подборку историй о превращениях, но излагает их как единое целое, представленное как история мира. В хронологической последовательности, созданной Овидием, можно выделить две части — мифологическую (от превращения изначального хаоса в упорядоченную Вселенную и до Троянской войны), и историческую (от Троянской войны до времен императора Октавиана Августа). Для объединения в «непрерывную песнь» мифов, не имеющих реальной временной привязки, Овидий прибегает к множеству приемов композиции: объединение сюжетов по циклам (аргосский, фиванский, троянский), группировка вокруг одного события (поход Аргонавтов) или одного героя (Эней), рамочная композиция с вплетением вставных эпизодов в основной рассказ, и т. д. Таким образом создается образ единого мира фантазии, подчиненного собственной логике воображения. Избегая однообразия, Овидий свободно меняет интонацию, способ изложения и жанровую окраску историй.
По мнению филолога Сергея Ошерова, среди литературно-художественных особенностей поэмы можно выделить следующие:
- Во-первых, Овидий отказывается от подробности мотивировок, от точного изображения времени и места, от второстепенных деталей, не имеющих отношения к чему-то важному для поэта, от эпической, гомеровской полноты, не ставит своей задачей договаривать всё до конца.
- Во-вторых, поэт проводит тщательный отбор деталей, «неработающих» деталей нет. Отдаётся приоритет деталям наглядным и зрительным, а также космическим и символическим, призванным соединить прошлое и будущее со свершающимся сейчас, со всем мирозданием. Этим поэт добивается того, что фантастический мир поэмы, с одной стороны, обретает пластическую реальность, а с другой — становится миром, в котором всё взаимопереплетено и всё возможно.
- В-третьих, метаморфоза у Овидия никогда не происходит мгновенно: обличье человека превращается в обличье другого существа постепенно. Метаморфоза в поэме — происходящий у читателя на глазах процесс, образ которого усиливается тем, что превращение является волшебным продолжением обыденного с точки зрения законов природы действия.
- В-четвертых, Овидий не ставит перед собой цель чёткого композиционного деления (границы книг почти нигде не совпадают с границами эпизодов), он стремится к непрерывности повествования, о чём прямо говорит во вступлении к поэме «…от начала вселенной / До наступивших времен непрерывную песнь доведите» (I, 3-4). Этому же, в частности, способствуют сходства или контрасты настроений, мотивов в примыкающих друг к другу эпизодах, а также реминисценции, побуждающие вспомнить читателя какой-либо из предыдущих эпизодов и заметить в нём черты будущего.
- В-пятых, для Овидия важна не только пластичная наглядность воплощения мифа, но и его психологизация, очеловечивание. В частности, в мире «Метаморфоз» любовь у Овидия может быть неразделенной любовью, любовью-страстью, любовью-наваждением, заставляющей забыть о нравственных нормах, увлекающих к преступлению, и т. д. Почти во всех случаях любовь — сильнейшее проявление личности, её суть. Даже боги знают чувства неразделенной страсти, разлуки, смерти возлюбленного.

## Влияние

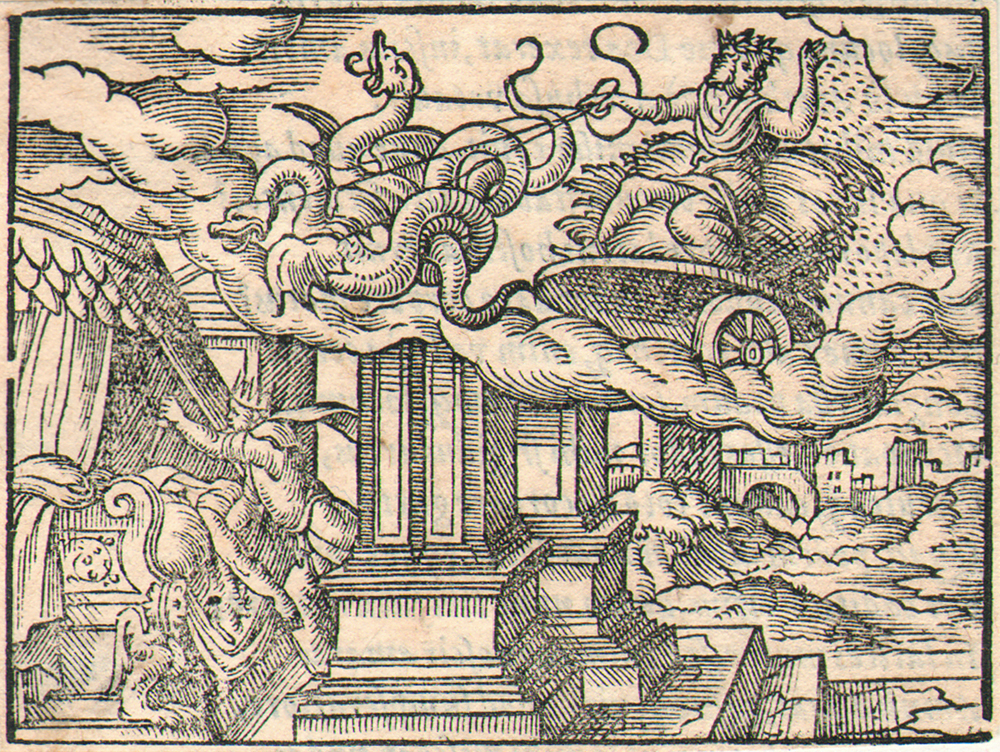
Метаморфозы Овидия, Книга V, 642—661. «Триптолимус и Линкус». Ксилография В. Солиса. 1565.

«Метаморфозы» Овидия оказали значительное влияние на европейскую литературу и искусство, большее, чем любое другое произведение классической античности, будь то греческое или римское. Появление французской, английской и итальянской национальной литературы в позднем средневековье не может быть полностью понято без учета эффекта этой поэмы. Единственными конкурентами по сравнимости влияния на западную традицию могут быть названы Ветхий Завет и сочинения Шекспира.
Хотя большинство сюжетов взяты Овидием у таких авторов, как Гесиод и Гомер, некоторые популярные сюжеты берут свое начало именно в «Метаморфозах».
С XI века Овидий вызывает такой интерес, что его тексты входят в школьную программу, а его стилю подражает множество поэтов, пишутся комментарии к «Метаморфозам»; в результате такой моды на Овидия период конца XI — начала XIII получил название лат. Aetas Ovidiana («век Овидия»), или «Овидианское возрождение». Средневековые авторы рассматривали «Метаморфозы» как своего рода «языческую Библию» и любили прибегать к аллегорическим истолкованиям Метаморфоз, в попытке найти у Овидия высоконравственные цели.
Чосер имел рукопись Метаморфоз, которые были тогда незаменимым источником сведений по мифологии; Овидий — самый упоминаемый Чосером автор.
В Италии «Метаморфозы» оказали влияние на Джованни Боккаччо (история о Пираме и Фисбе появляется в его поэме L’Amorosa Fiammetta), Петрарку и Данте. Данте постоянно ссылается на Овидия (лишь на Вергилия он ссылается чаще). Однако герои Овидия претерпели в творчестве Данте заметные метаморфозы.
В течение Нового времени «Метаморфозы» были одним из основных источников по греко-римской мифологии.
Овидий был любимым из древних авторов у Уильяма Шекспира, на которого «Метаморфозы» оказали значительное влияние. В Болдеевской библиотеке в Оксфорде хранится принадлежавший Шекспиру экземпляр «Метаморфоз», из текста которых он немало заимствовал, как для сюжетной основы, так и для мифологических аллюзий.
Ранняя эротическая поэма Шекспира «Венера и Адонис» расширяет миф из Книги X Метаморфоз, Шекспир вольно излагает сюжет Овидия в духе идей Возрождения; сюжет к тому времени уже существовал в разных вариантах и пересказах, но Шекспиру было важно взять за основу именно Овидия — для демонстрации своей образованности.
Шекспир дважды использовал сюжет «Пирам и Фисба» (Книга IV) — он обыгрывается в пьесе афинских ремесленников в комедии «Сон в летнюю ночь», он же лежит в основе трагедии «Ромео и Джульетта», хотя тут сюжет Овидия использован в обработке драматургов итальянского Возрождения.
В «Тит Андроник» история изнасилования Лавинии взята из истории о Филомеле, а текст Метаморфоз напрямую используется в пьесе, чтобы Тит мог интерпретировать историю своей дочери. Большая часть монолога Просперо в Акте V Бури происходит дословно из речи Медеи в Книге VII Метаморфоз.
Среди других писателей, для которых «Метаморфозы» были источником вдохновения, — Джон Милтон, который, очевидно, хорошо знал текст и использовал его в «Потерянном рае», и Гёте.
Мотивы сочинений Овидия, в первую очередь сюжеты «Метаморфоз», широко использовали художники, скульпторы, композиторы, кинорежиссёры.
Произведение входит во Всемирную библиотеку (список наиболее значимых произведений мировой литературы Норвежского книжного клуба).

## Издания и переводы
Критические издания
- Metamorphoses. Recognovit brevique adnotatione critica instruxit R.J. Tarrant. Oxford: Oxford University Press, 2004. ISBN 978-0-19-814666-7.
- Metamorphoses. Edidit W.S. Anderson. Nachdruck d. 2. verb. Aufl. von 1982. Berlin: de Gruyter, 1998. ISBN 978-3-598-71565-5.

На русском языке
- Превращения Овидиевы с примечаниями и историческими объяснениями, или Похождение языческих богов и полубогов от начала мира… Перевел с франц. К. Рембовский. Т. 1-3. М., 1794—1795
- Сочинения П. Овидия Назона все, какие до нас дошли. / Пер. А. Клеванова. В 3 т. М., 1874. Т. 2. Метаморфозы или изменения видов. XL, 345 стр.
- Превращения. / Пер. В. Алексеева. СПб, 1885. 388 стр.
- XV книг Превращений. / Пер. А. Фета. М., 1887. XXIV, 793 стр. (на рус. и лат. яз.)
- Публий Овидий Назон. Метаморфозы. Пер. С. В. Шервинского. М., Л., 1937, переиздана: Изд-во «Художественная литература». М. 1977, вступительная статья С. А. Ошерова, примечания Ф. Петровского.
- Новый перевод «Метаморфоз», выполненный Вланесом (Владиславом Некляевым) в 2022-2024 гг: Вланес, Книги 3-12 .

На немецком языке
- Metamorphosen, hrsg. v. Michael von Albrecht. Ditzingen: Reclam, 1994. ISBN 3-15-001360-7 (с латинским текстом).
- Metamorphosen. Das Buch der Mythen und Verwandlungen, hrsg. v. Gerhard Fink. Zürich/München: Artemis & Winkler, 1989 (с латинским текстом).

На английском языке
- Metamorphoses. Translated by Brookes More. Boston: Cornhill Publishing Co., 1922.
- Metamorphoses. Translated by A. D. Melville; introduction and notes by E. J. Kenney. Oxford: Oxford University Press, 2008. ISBN 978-0-19-953737-2.